# Helmut Dinten
Helmut Dinten (* 9. Juli 1916 in Zwickau; † 29. Oktober 1992) war ein deutscher Illustrator und Elektroingenieur.

## Werdegang
Helmut Dinten war der Sohn eines Maschinenmeisters, sein Vater war Schweizer, seine Mutter Deutsche. Dinten wuchs in Deutschland auf; seine Mutter starb, als er 8 Jahre alt war. Nach der Schule absolvierte er von 1936 bis 1939 ein Studium der Elektrotechnik in München und schloss dieses mit als Elektroingenieur ab. Diesen Beruf übte er bis zu seiner Pensionierung aus.
In seiner Freizeit war er als Illustrator tätig und veröffentlichte in den 1930er Jahren zeichnerische Beiträge beim Gauverlag Bayerische Ostmark und beim Oberpfälzischen Kurier.
Als Dinten 1939 unbegründet von einem Untergebenen als „Führerbeleidiger“ bei der Gestapo angezeigt wurde, wandte er sich an die Schweizer Botschaft, die ihm einen Pass ausstellte, womit er im Mai 1940 in die Schweiz ausreiste. Dort arbeitete er hauptberuflich bis zum Ruhestand beim Aluminium Press- und Walzwerk Münchenstein als Elektrik-Ingenieur und in verschiedenen anderen Positionen.
Zudem setzte er seine zeichnerische Laufbahn fort. Er schuf Karikaturen für die Satirezeitschrift Nebelspalter (von 1940 bis 1966), wo er auch kritische Zeichnungen über das nationalsozialistische Deutschland schuf. Seine Arbeiten erschienen aber u. a. auch in der Schweizerischen Allgemeinen Volkszeitung, Sie und Er und im ACS.
Seine Zeichnungen signierte Dinten mit „Dik“.
Dinten war seit 1946 verheiratet mit Berta geb. Lauber und hatte vier Kinder.